# Klara Hitler
Klara Hitler, født Klara Pölzl (født 12. august 1860, død 21. december 1907) var mor til Adolf Hitler. Hun var gift med Alois Hitler, og de fik seks børn, hvor Adolf var den fjerde i flokken. Dette var Alois' tredje ægteskab.